# Right-of-way

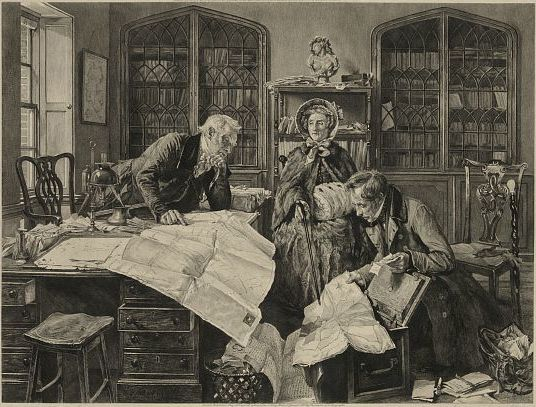
John Dobie: Right of way

Ein Right-of-way bzw. das Eisenbahnwegerecht und das Eisenbahn-, Kleinbahn-, Bergbahn- und Wasserstraßenrecht beschreiben unter anderem das Recht der Eisenbahn, unter bestimmten Bedingungen über private Grundstücke zu fahren. Es ist eine Untergruppe des Straßen- und Wegerechts und unterscheidet sich in Deutschland vom Enteignungsrecht.

## Dienstbarkeit für das Transportwesen
Durch das Right-of-Way bzw. das Eisenbahnwegerecht und das Eisenbahn-, Kleinbahn-, Bergbahn- und Wasserstraßenrecht ist es möglich, ein Gleis, einen Kanal oder eine ähnliche Transporteinrichtung über ein fremdes Grundstück zu verlegen und zu betreiben, normalerweise von und zu einem anderen Grundstück. Es handelt sich um eine Art von Dienstbarkeit (in Österreich und der Schweiz auch Servitut, im anglo-amerikanischen Sprachraum easement), die zu Transportzwecken gewährt oder reserviert wird. Es ist ein dingliches Nutzungsrecht an einem fremden Grundstück für den Schienenverkehr, eine Autostraße, einen öffentlichen Fuß- oder Radweg, einen Kanal sowie für elektrische Übertragungsleitungen, Öl- und Gaspipelines. Das Recht ist reserviert für die Aufrechterhaltung oder Erweiterung bestehender Dienste. Wenn die Einrichtung aufgegeben wird, kann es an die ursprünglichen Eigentümer zurückgegeben werden.

## Vereinigte Staaten
In den Vereinigten Staaten werden die Eisenbahnverkehrsrechte (Right-of-way, ROW oder R/O/W) im Allgemeinen durch geltende Landesgesetze als Privateigentum der jeweiligen Eisenbahngesellschaften beschrieben. Die meisten US-Eisenbahngesellschaften beschäftigen eigene Polizeikräfte, die Eindringlinge festnehmen und verfolgen können, die ihre Wegerechte verletzen. Einige Eisenbahnverkehrsrechte beziehen sich inzwischen auf Rad- und Wanderwege.

### Bezeichnungen des Eisenbahnwegerechts

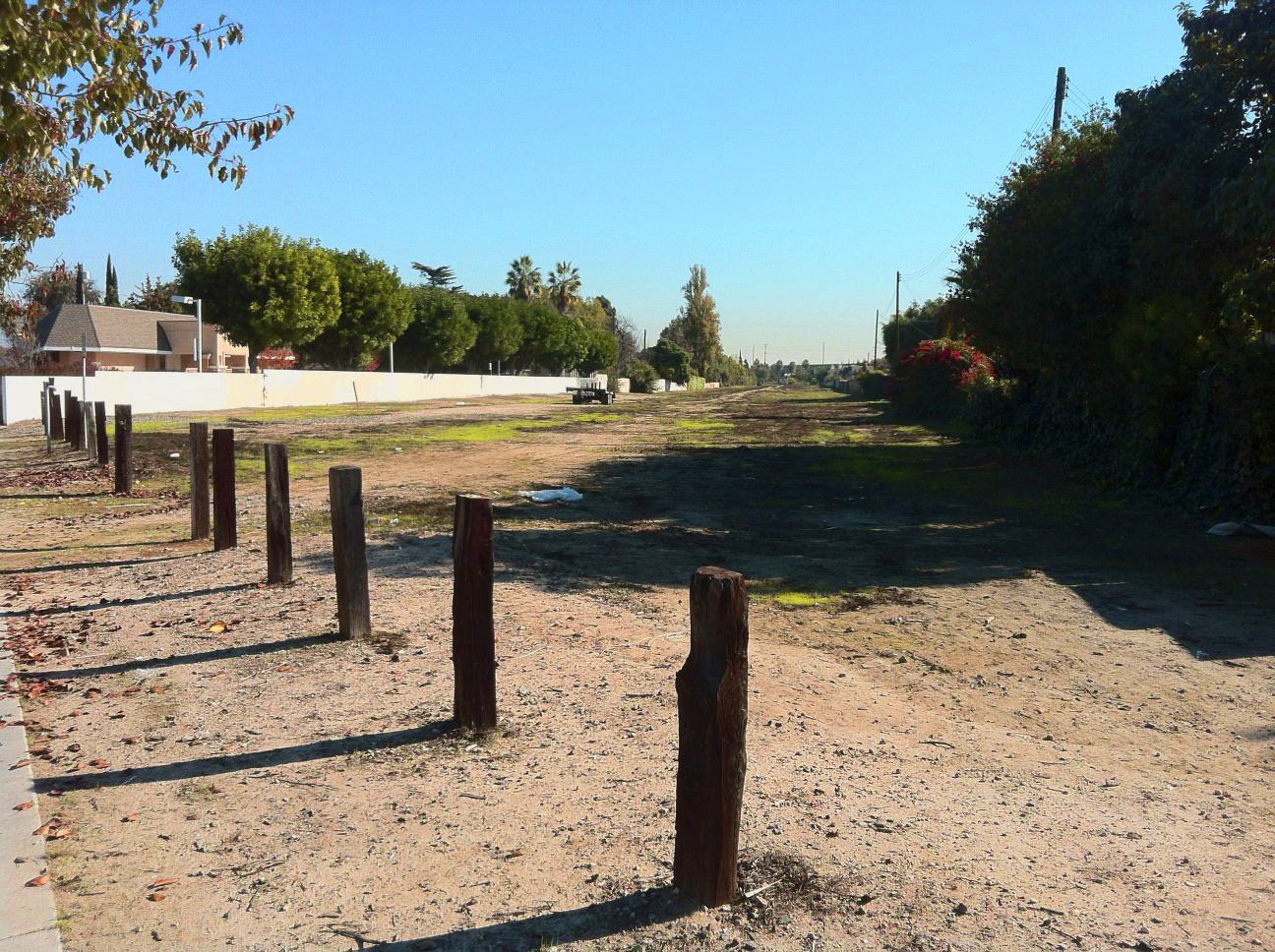
Right-of-way der stillgelegten Pacific Electric in Garden Grove, Kalifornien von Mitte links nach hinten rechts

Die verschiedenen Bezeichnungen des Eisenbahnverkehrsrechts sind in den Vereinigten Staaten wie folgt: 
- Aktiv ist eine Bahnstrecke, die regelmäßig oder auch nur gelegentlich verwendet wird.
- Außer Betrieb oder stillgelegt ist eine Bahnstrecke, bei der sich die Eisenbahn das Recht vorbehält, sie wieder zu aktivieren. Die Strecke kann jahrzehntelang außer Betrieb sein. Daher müssen Gleise oder Bahnübergänge, die zwischenzeitlich entfernt wurden, ersetzt werden.
- Bei einem Embargo werden zwar die Gleise abgebaut, aber das Eisenbahnverkehrsrecht bleibt erhalten und wird z. B. durch einen Wander- oder Radweg oder eine andere ähnliche Verwendung genutzt.
- Die Aufgabe (englisch abandonment) ist ein langwieriger formaler Prozess, bei dem die Eisenbahngesellschaft alle Rechte und Pflichten an der Linie aufgibt. In den meisten Fällen werden die Gleise zuvor entfernt und als Schrott verkauft, und alle Bahnübergänge werden neu asphaltiert. Die Strecke wird daraufhin nie wieder aktiv werden. Die Rechte fallen an die angrenzenden Grundstückseigentümer.[4]

### Eisenbahnwegerechte für andere Nutzungen als den Schienenverkehr

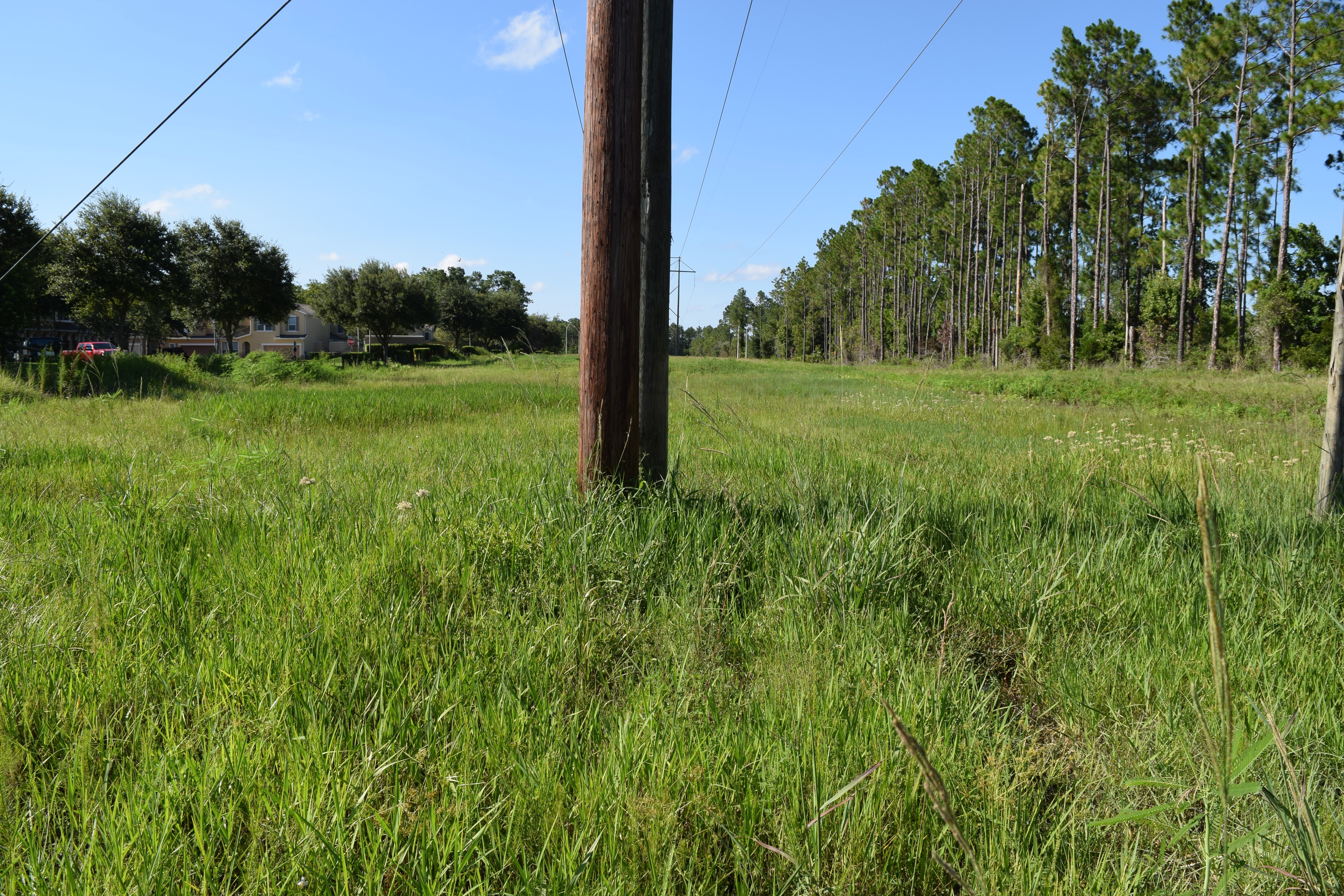
Right-of-way der Hochspannungsleitung auf der Julington-Durbin-Halbinsel im Duval County (Florida)

Eisenbahnwegerechte sind in den Vereinigten Staaten nicht ausschließlich für den Schienenverkehr und die zugehörige Ausrüstung bestimmt. Sie werden gelegentlich eingesetzt, um das Verlegen von Kommunikationskabeln (wie zum Beispiel Glasfaserkabeln) oder Erdgaspipelines zu ermöglichen, oder um Stromübertragungsleitungen entlang einer Eisenbahn zu betreiben.

## Großbritannien und Nordirland
Im Vereinigten Königreich von Großbritannien und Nordirland erhalten Eisenbahngesellschaften die für den Eisenbahnbau- und betrieb erforderlichen Rechte durch einen Private Act of Parliament.

## Trasse
Im übertragenen Sinn beschreibt Right-of-way auch oft die Trasse einer Bahnstrecke oder einer andern Transporteinrichtung.